# هايديان
هايديان (بالصينية المبسطة: 海淀 区؛ بالصينية التقليدية: 海淀 區) هي مدينة من مدن الصين. يبلغ عدد سكانها 3281000 نسمة وذلك حسب إحصائيات سنة 2010. تبلغ مساحتها 431 كم².

## توأمة
لهايديان اتفاقيات توأمة مع:
- سانتا في (16 نوفمبر 2009 - )[3]

## أعلام
- لوهان